# 王希賢 (清朝進士)
王希賢（?—?），廣西省桂林府臨桂縣人，清朝政治人物、進士出身。

## 生平
光緒二十四年（1898年），参加光緒戊戌科殿試，登進士二甲131名。同年五月，著交吏部掣签分发各省，以知县即用。